# Barabás
Barabás [barabáš] je obec v Maďarsku v župě Szabolcs-Szatmár-Bereg, spadající pod okres Vásárosnamény. Nachází se těsně u ukrajinských hranic, asi 16 km severovýchodně od Vásárosnamény a asi 68 km severovýchodně od Nyíregyházy. Žije zde 788 obyvatel. Dle údajů z roku 2001 tvoří 99 % obyvatelstva Maďaři a 1 % Romové.

## Sousední obce
| Růžice kompasu | Tiszakerecseny | Ukrajina | Ukrajina   | Růžice kompasu |
| Růžice kompasu | Tiszaadony     | Sever    | Ukrajina   | Růžice kompasu |
| Růžice kompasu | Tiszaadony     | Barabás  | Ukrajina   | Růžice kompasu |
| Růžice kompasu | Tiszaadony     | Jih      | Ukrajina   | Růžice kompasu |
| Růžice kompasu | Vámosatya      | Gelénes  | Beregdaróc | Růžice kompasu |